# Société de transports du Congo
Pour les articles homonymes, voir Transco.
Société de transports du Congo ou Transco est une société de transports en commun de la République démocratique du Congo gérant plusieurs lignes de bus à Kinshasa depuis le 30 juin 2013 après la dissolution de la Société de transport urbain du Congo et de City-Train.

## Matériel roulant
Lors du lancement de Transco, le gouvernement a prévu de doter l'entreprise de 500 bus
- 200 bus de marque égyptienne Tractafric Motors
- 200 bus Mercedes-Benz

En 2019, Transco commande de nouveaux bus pour les relations en provinces.
- 50 bus Zhongtong

## Lignes exploitées

### Lignes urbaines de Kinshasa
L'entreprise doit exploiter 28 lignes urbaines dans la métropole de Kinshasa, qui compte près de 10 millions d'habitants.
| Ligne | Départ            | Terminus          | Arrêts importants                   | Notes      |
| ----- | ----------------- | ----------------- | ----------------------------------- | ---------- |
| 01    | Commerce          | Kingasani         | Debonhomme, Masina Sans Fil, Pascal |            |
| 02    | Royal             | Masina Sans Fil   | Debonhomme                          |            |
| 03    | Gare Centrale     | Ngiri-Ngiri       |                                     | 03A et 03B |
| 04    | Gare Centrale     | UPN               |                                     | 04A et 04B |
| 05    | Hôtel des Postes  | Lemba             |                                     | 05A et 05B |
| 06    | Bandal Tshibangu  | ONATRA            | Royal, Mandela                      | 06A et 06B |
| 07    | Fonction Publique | Pascal            |                                     |            |
| 10    | Ndjili            | Unikin            |                                     |            |
| 11    | Clinique Ngaliema | Yolo Kapela       |                                     |            |
| 12    | Rond point Ngaba  | Place des evolués |                                     |            |
| 13    | Hôpital Mama Yemo | Mbudi             | Mandela, Place Kintambo             | 13A et 13B |
| 14    | UPN               | Matete            |                                     |            |
| 15    | Debonhomme        | Kinkole           |                                     |            |
| 16    | Victoire          | UPN               |                                     |            |
| 17    | Mbudi             | Gambela           | Place Kintambo, Bandal Tshibangu    | 17A et 17B |
| 18    | Zando             | Kimbanseke        |                                     |            |
| 19    | Victoire          | Campus UNIKIN     |                                     |            |
| 20    | Zando             | Selembao          |                                     |            |
| 21    | Mitendi           | UPN               |                                     |            |
| 22    | Petrocongo        | Place des evolués |                                     |            |
| 23    | Zando             | Petrocongo        |                                     | 23A et 23B |
| 24    | Zando             | Intendance        |                                     |            |
| 25    | Mikondo           | Sonas             |                                     |            |
| 26    | Zando             | Matete Marché     |                                     |            |
| 27    | Intendance        | Kingasani         |                                     |            |
| 30    | Pont MATETE       | Gare Centrale     |                                     |            |
| 31    | Pascal            | Maluku            |                                     |            |
| 33    | Pascal            | Menkaw            |                                     |            |

### Lignes interurbaines
| Ligne | Départ   | Terminus | Arrêts importants | Notes                   |
| ----- | -------- | -------- | ----------------- | ----------------------- |
| 01    | Kinshasa | Kikwit   |                   | ouverte le 25 mars 2019 |
| 02    | Kinshasa | Matadi   |                   | ouverte le 22 juin 2019 |